# 上西隆史
上西 隆史（じょうにし たかし、1986年8月13日 - ）は、日本のアーティスト、ダンサー、パフォーマー、振付師、ビデオグラファー。
AIRDANCEパフォーマンスユニット・AIRFOOTWORKS の代表、プロデューサー兼パフォーマー。エアダンス界の先駆者である。
北海道出身。東京大学工学部卒業。

## 来歴
北嶺高等学校卒業後、東京大学工学部へ入学。東京大学を中心とした関東最大級のインカレストリートダンスサークル・T.U.Dancing Club WISH（28代）に所属。POPダンスユニット「Boog-roove」を結成、活動。BATTLEイベントや学生ダンスコンテストで優勝、入賞の成績を収める。
2011年4月、東京大学大学院へ進学。
2011年8月、「WORLD ORDER」正式メンバーとして加入、プロダンサー活動を開始する。パフォーマー・コレオグラファーとして世界各国でミュージック・ビデオ制作や企業コマーシャル撮影、ショー・イベント、テレビ番組・ラジオ番組等メディアに出演する傍ら、自ら製作総指揮・兼パフォーマーを務めたMV作品を発表。
2018年5月、「WORLD ORDER」より独立し、ソロ活動を開始。鉄棒や組み上げられたバーを用いて空中で踊る「AIRDANCE（エアダンス）」を独自に考案し、世界初の鉄棒ダンスパフォーマンスユニット「AIRFOOTWORKS（エアフットワークス）」を立ち上げる。YouTubeやSNSで自主制作パフォーマンス映像作品の発表を重ねながら、エンターテインメント性を追求したショーを展開。エアダンサーの世界的パイオニアとして「ダンス×無重力×アート」の世界観を追求するべく、独自のパフォーマンススタイルを開拓し続けている。
2018年12月、かねてより出演オファー打診のあった、ダンスパフォーマンス集団「梅棒」 第9回公演 に客演として初参加、初舞台を踏む。そのアクロバティックかつ無重力を感じさせるエアダンスパフォーマンスが話題を呼び、以降、梅棒出演のショーケースに於いてもコンスタントに客演出演を重ね舞台経験を積み上げる。
2019年9月～10月、ダンスパフォーマンス集団「梅棒」の新プロジェクト EXTRAシリーズ 公演に再び客演として招かれ、梅棒としては過去最多となる全国4都市5会場を巡る全28公演に参加。類い稀なるダンスパフォーマンススキルと際立つ表現力で高い評価を集めた。
2020年1月、世界3大カスタムカーショーの一つとされる「東京オートサロン2020」にて トヨタ自動車「GRヤリス」 が世界初公開されたTOYOTA GAZOO Racingブースステージに出演。自身率いるAIRFOOTWORKSと世界的プロパルクール集団「monsterpk」がコラボレーションしたショーを創り上げ、開催期間中全9回のパフォーマンスを行い好評を博した。
2020年4月〜、新型コロナウイルス感染症（COVID-19）の全国的かつ急速なまん延による「新型コロナウイルス感染症緊急事態宣言に関する公示」に伴う外出制限または屋外での活動制限がなされる中、連日自宅よりライブストリーミング配信、及びパフォーマーならではの「STAY HOME」をコンセプトとした斬新な映像を取り入れた作品の制作・発表等、コロナ禍において撮影編集技術の研鑽を積み、オンライン・コンテンツの創造を重ねた。
2021年1月、蛯名健一が代表を務める リンクエスト株式会社 とエージェント契約を締結。
2021年9月、２年振りとなるWORLD ORDERのプロジェクトMV 『CENSORSHIP』 でアートディレクションを担当、且つコレオグラフィー監修及びパフォーマーとして参加。作品が発表されると共に国内外から多くの反響を呼ぶ。
2021年10月、自身初の単独公演「CUBISM」を開催。構成・演出・映像（ヴィジュアルダンスコンテンツ他）全般に亘ってパフォーマー自身が手掛けた、画期的な公演内容であった。※当初、2021年8月公演予定から新型コロナウィルス感染拡大状況の影響及び緊急事態宣言発令に伴う延期を経ての開催となった。
2023年1月、ルーマニアのゴットタレント「Românii au talent」シーズン13に出場。 ジャッジ４人全員よりYESを獲得し高い評価を得た。
2023年2月、「Japan's Got Talent」シーズン1に出場、セミファイナルを通過しファイナリストとなった。

## 人物
身体能力に優れ、鍛え上げられた肉体を駆使したハイレベルなダンスパフォーマンスを行う。
筋力トレーニングにパルクールやストリートワークアウト、クロスフィット等を取り入れ、人体解剖学や栄養学にも精通している。
日本ダンス医科学研究会 開催の学術大会 、パフォーマンス向上につながる身体のヘルスケアに関するNPO法人主催のセミナー・講演会等に於いて、パネリスト及びゲストパフォーマーとして登壇を重ねる。アーティストのQOL向上と発展に向けて貢献を成す身体科学研究者である。
映像技術・映像表現分野に造詣が深く、ビデオグラファー・VFXアーティストとして確かな撮影技術と独自の映像編集テクニックを活かした数多くの作品を発表。パフォーマー視点の切り口からクリエイトされた斬新な映像作品が度々話題となり、Adobe(アドビ株式会社)主催のダンス映像コンテストに付随したウェビナーにおいて、ゲスト講師を務めるなど活動の幅を広げている。自身が手掛けるAIRFOOTWORKS映像作品では、究極の肉体操作・身体芸術とも評される唯一無二の世界観を、独創的なアイデアや深い知識に裏打ちされた実行力を基に幅広く表現。又、WORLD ORDER、ダンサー・ダンスユニット、パフォーマーへの映像サポートとしても携わり、多種多様な撮影機材・最先端映像編集技術を駆使し、意欲的に制作を重ねている。
各ショーイベントやメディア出演時に使用している鉄棒セットは、自ら設計制作したものである。その形状から「ダイス」「キューブ」と呼ばれ、ステージ毎に形態を変化させショー空間を構成演出している。
株式会社ギークピクチュアズが手がけるパフォーマーレーベル『PEEEK』とパートナーシップを結び、プロモーション・コンテンツ制作に参加。爆発的に拡散され話題となったパフォーマンス作品に出演。
他に類を見ないダンスパフォーマー兼映像クリエイターのスタイルは世界的な人気を誇り、Instagramにおける国外フォロワーは約八割を占める。日本語/英語を話すバイリンガルである。
ストリートワークアウトのバトル大会、Bar Battle of JAPAN 2019(第3弾)では、エンターテインメントフリースタイル部門のゲストジャッジとして招かれ、ワークショップを開催。プロダンスパフォーマーとしての豊富な経験と実績から、ボーダーレスに厚い信頼を寄せられている。
高校ではサッカー部に所属。
Popping DANCE、Parkourを特技とする。
「WORLD ORDER」在籍時、SASUKE2017（第33回・第34回）にビジネススーツ着用で二大会出場。
イタリア ミラノ発のストリートブランド Dolly Noire(ドリーノアール)のJAPANアンバサダーを務める。
趣味は登山、温泉。
好きな食べ物はラーメン。
2020年5月、AIRFOOTWORKSオリジナルグッズを販売するオフィシャルオンラインストア 「AIRFOOTWORKS SHOP」 をオープンした。自身が企画デザイン、販売を手掛けている。

## 出演

### TV関連
- SASUKE2017 20周年記念大会直前SP （2017年 3月26日、TBSテレビ）
- SASUKE2017 第33回大会（2017年 3月26日、TBSテレビ）
- 第69回NHK紅白歌合戦 バックダンサー（2018年 12月31日、NHK）[22]
- めざましテレビ（2019年 2月20日、フジテレビ）
- めざましどようび（2019年 2月23日、フジテレビ）
- 王様のブランチ（2019年 2月23日、TBSテレビ）
- ネット動画最前線（2019年 4月第四週、NHK）[23]
- OH!舞DA PUMP!!（2019年 4月28日、ひかりTVチャンネル・dTVチャンネル）
- サンバリュ「限界突破!アスリミット」 （2019年 5月19日、日本テレビ）
- おはよう朝日です（2019年 5月30日、朝日放送テレビ（ABCテレビ）
- 朝生ワイド す・またん!（2019年 6月7日、読売テレビ（ytv）)[24]
- ヤバイかスゴイかカミヒトエ（2019年 4月～6月、テレビ朝日）
- かみひとえ（2019年 7月1日、テレビ朝日）[25]
- ニンゲン観察バラエティ モニタリング（2019年 7月13日、TBSテレビ）[26]
- 超問クイズ! 真実か?ウソか?（2019年 8月2日、日本テレビ）[27]
- 投稿！30秒ダンス動画選手権（2019年 8月11日、フジテレビ）[28]
- かみひとえ（2019年 9月9日、テレビ朝日）[29]
- news zero（2019年 11月7日、日本テレビ）[30][31]
- スッキリ“WEニュース/最強の男に挑戦状 スゴ技パフォーマーSP”（2019年 12月10日、日本テレビ）[32]
- 行列のできる法律相談所（2020年 1月19日、日本テレビ）
- 嵐にしやがれ（2020年 2月29日、日本テレビ）[33][34]
- 秒速！エンタSHOW アッという間シアター（2020年 4月6日、TBSテレビ）[35]
- ライオンのグータッチ（2020年 7月4日、フジテレビ）[36]
- ライオンのグータッチ（2020年 9月26日、フジテレビ）[37]
- みんなDEどーもくん!（2020年 11月8日、NHK BSプレミアム 2021年度よりNHK Eテレ）[38]
- サンバリュ「世界進出オーディション！グローバルステージ！」（2020年 12月13日、日本テレビ）
- 沼にハマってきいてみたスゴ技サミット2021 ※映像提供（2021年 3月15日、NHKEテレ）
- ノンストップ!“BUZZ LIVE!”（2021年 4月12日、日本テレビ）[39]
- あさチャン!“BUZZ NEWS”（2021年 5月3日、TBSテレビ）[40]
- サンバリュ「世界同時オーディション！目指せ！グローバルスター第二弾」※映像提供（2021年 6月13日、日本テレビ）
- キョコロヒー“発掘!ハイブリッドダンサー” ※映像提供（2021年 6月23日、テレビ朝日）[41]
- トレスギJO1「汗と涙と笑いの壮絶バトル！OAは誰だ」與那城奨エアダンス指導（2021年 7月17日、フジテレビ）[42]
- めざせ！グローバルスター（2021年 9月21日、日本テレビ）[43]
- 大阪ほんわかテレビ「天才さん、いらっしゃい！』（2022年 7月1日、讀賣テレビ）[44]
- 超人ストリート「戸越銀座商店街で突然パフォーマンス20連発！」（2022年 7月2日、フジテレビ）[45]
- OH!舞DA PUMP!!エボリューション #27「OH!舞 筋肉Night」（2022年 8月7日、ひかりTV）[46]
- ラヴィット!（2022年 11月４日、TBS）

### SHOW
- 『青山祭2018』（2018年 11月3日 - 4日、青山学院大学 青山キャンパス）
- Beat Buddy Boi主催 『BBB NAKAMAFES in KAWASAKI』AIRFOOTWORKS Guest show（2019年 4月27日、川崎市麻生市民館 大ホール）
- Beat Buddy Boi主催 『JIKKEN』 Guest show（2019年 6月25日、渋谷 Studio Freedom）[47]
- Loop Station Beatbox Battle × DJ Battle タイアップイベント 『MiXiM』AIRFOOTWORKS feat.NEO-Geisha GUEST Showcase（2019年 7月27日、渋谷 HARLEM）
- 『Dolly Noire Reception Party』 AIRFOOTWORKS feat.NEO-Geisha Guest Showcase（2019年 7月31日、1OAK TOKYO）
- 『HADO SUMMER CUP 2019 』AIRFOOTWORKS feat.RYO from BeatBuddyBoi Guest Showcase（2019年 8月25日、品川インターシティホール） [48][49]
- Beat Buddy Boi主催 『JIKKEN Vol.2』Guest show（2019年 10月11日、渋谷 Studio Freedom）[50]
- NEO-Geisha第2回単独公演『 MIWAKU 』Guest show（2019年 11月15日 - 11月17日、労音大久保会館R'sアートコート）
- 『PEEEK TV』Launch party TAKASHI JONISHI guest solo show（2019年 12月11日、月見ル君想フ）[51][52]
- Beat Buddy Boi主催 『 JIKKEN Vol.3』Guest show（2019年 12月20日、渋谷 Studio Freedom）
- 『東京オートサロン2020』トヨタ自動車 TOYOTA GAZOO RacingブースShowcase（2020年 1月10日-1月12日、幕張メッセ）[53]
- 『HYDROGEN 17』ブランド設立17周年 「HYDROGEN PARK」TAKASHI JONISHI performance (2020年 3月21日、キャットストリート (渋谷区)  B-SIDE）
- Beat Buddy Boi主催 『BBB NAKAMAFES 2020 in KAWASAKI』AIRFOOTWORKS Guest show （川崎市麻生市民館 大ホール）→※新型コロナウイルスの感染拡大状況、政府および関係機関の動向に鑑み、延期／中止
- 公益財団法人北上市体育協会主催『KITAKAMIアーティスティックスポーツフェスタ』AIRFOOTWORKS Guest show（2020年 12月6日、岩手県北上総合体育館）→※出演予定メンバー一名の新型コロナウイルス感染症陽性反応確認の為、出演辞退
- 蛯名健一フル公演『EBIKEN The SHOWTIME』Guest performance（2021年 3月6日、群馬県太田市民会館ホール）
- B.LEAGUE アルバルク東京 『ハーフタイムショー上西隆史（AIRFOOTWORKS) エアダンス』（2021年 3月28日、立川市アリーナ立川立飛)
- Japan Show&Performance Association　一般社団法人日本ショー&パフォーマンス協会 主催 バリエテ東京『CUBISM』上西隆史 初単独公演（2021年 10月22日、江戸川区東部フレンドホール)→※当初2021年8月公演予定であった。新型コロナウィルス感染拡大状況の影響及び緊急事態宣言発令に伴う延期を経ての振替公演開催。
- 文化庁「JAPAN LIVE YELL project」鳥取・岡山共同プロジェクト「ライブで作ろう 元気と未来！」『岡山大道芸』AIRFOOTWORKS Guest show（2021年 11月27日-28日、岡山市岡山表町商店街、石山公園 野外ステージ)
- 一般社団法人ナレッジキャピタル主催『World Omosiroi Award』World OMOSIROI Award 8th AIRFOOTWORKS Guest performance（2022年 2月23日、グランフロント大阪北館 ナレッジキャピタル4F ナレッジシアター）
- 公益財団法人高知市文化振興事業団、KUTVテレビ高知主催『EBIKEN The SHOWTIME』Guest performance （2022年 7月13日、高知県立県民文化ホール グリーンホール）
- Dance of The City Chiba 2022 NEO-Geisha×AIRFOOTWORKS Guest show case（2022年 7月31日、浦安市浦安市民プラザWave101大ホール)[54]
- 2022臺北時裝週｜Taipei Fashion Week2022AW 「C JEAN Runway Fashion Show」performer(2022年 10月21日、台湾台中市港灣區[55][56]
- 株式会社ビコーデザイン主催 「Zipang 2022」AIRFOOTWORKS 上西隆史 solo show(2022年 11月5日、GINZA SIX二十五世観世左近記念 観世能楽堂)[57]
- Romania's Got Talent （2023年1月、「Românii au talent Takashi Jonishi」)
- ABEMA、吉本興業主催　「Japan's Got Talent」 AIRFOOTWORKS (2023年 2月11日セミファイナル、25日ファイナル）

### 舞台
- 梅棒 9th "RE" ATTACK『超ピカイチ！』定時制 Ver. - 先崎奉一郎 役（2018年 12月15日 - 29日、東京グローブ座 / 2019年 1月9日 - 10日、アートピアホール）
- 梅棒ショーケース『梅棒と上西と五十嵐と急遽柳澤』客演 （2019年 6月8日、STUDIO COAST / 2019年 6月15日、横浜ランドマークプラザ / 2019年 6月16日、Shibuya O-EAST）
- 梅棒EXTRA シリーズ 『ウチの親父が最強』- 六車雲水役（2019年9月5日 - 9月15日、銀座博品館劇場 / 2019年9月20日 - 9月23日、新国立劇場小劇場 / 2019年10月19日、西鉄ホール / 2019年10月22日、四日市市文化会館第2ホール / 2019年10月25日 - 10月27日、COOL JAPAN PARK OSAKA TTホール）
- 梅棒ショーケース『梅棒と上西と五十嵐』客演 （2019年 9月28日、NHK横浜放送局）[58][59]
- 梅棒 16th showdown 『曇天ガエシ』- ジョジョジ役（2023年3月10日 - 12日、なかのZERO大ホール / 2023年3月16日 - 22日、新国立劇場中劇場 / 2023年3月31日 - 4月2日、森ノ宮ピロティホール /　2023年4月8日 - 9日、日本特殊陶業市民会館 ビレッジホール）

### ラジオ
- MONDAY MONDAY（2018年 5月28日、SBSラジオ）
- STEP ONE BEHIND THE SCENE（2019年 6月17日、J-WAVE）-スタジオLIVE同時配信 [60]
- ATHLETE HIGH！（2020年 2月17日、2月24日、J-WAVE）[61]

### 雑誌掲載
- 小学館 女性セブン 2019年6月27日号 [62]
- 日之出出版 Dance SQUARE vol.32 [63]

## 受賞歴
- 2007年
  - 　FREESTYLE SESSION JAPAN BEST 16
- 2009年
  - 　関東大学学生ダンス連盟Σ夏コン 優勝
  - 　FREESTYLE SESSION JAPAN BEST 8
- 2012年
  - Dell Streak Pro発売記念にてWORLD ORDERメンバー7人他640人のダンサーと共に「最大人数のロボットダンス」でギネス世界記録に認定（現在は更新されている）[64]。